# Girls Like You
«Girls Like You» (en español: «Chicas como tú») es una canción de la banda estadounidense Maroon 5, perteneciente a su sexto álbum de estudio, Red Pill Blues (2017). Una versión en colaboración con la rapera Norteamericana Cardi B fue lanzada por los sellos discográficos 222 e Interscope Records el 30 de mayo de 2018 como el tercer sencillo de dicho álbum. Esta versión fue escrita por Adam Levine, Cirkut, Cardi B, Starrah, Jason Evigan y Gian Stone y producida por Cirkuit y Evigan. El sencillo logró colocarse en el puesto número uno de la lista estadounidense Billboard Hot 100 marcando así el quinto número uno de Maroon 5 y el tercero de Cardi B, quien extendió su récord con más números uno por una rapera femenina.[cita requerida] Adicionalmente, la canción también logró posicionarse en el número uno de más de 11 países incluyendo Canadá, Francia y Nueva Zelanda.

## Antecedentes y composición
Después de una extensa gira en apoyo de su quinto álbum de estudio, V (2014), Maroon 5 comenzó las sesiones de composición y grabación para su sexto álbum de estudio. El 11 de octubre de 2016, la banda lanzó el sencillo house tropical «Don't Wanna Know», en colaboración con el rapero estadounidense Kendrick Lamar. El 14 de febrero de 2017 fue lanzado nuevo sencillo titulado «Cold» con el rapero estadounidense Future. Seis meses después, el 30 de agosto, la banda lanzó «What Lovers Do», con la cantante estadounidense SZA. El 4 de abril de 2017, la banda reveló la lista oficial de canciones de Red Pill Blues, las canciones «Don't Wanna Know» y «Cold» se revelaron más tarde como sencillos independientes y quedaron solo en la edición de lujo del álbum. «What Lovers Do», sirvió como el sencillo principal del álbum. «Girls Like You» fue revelada como la novena canción de Red Pill Blues a través de Apple Music y luego se anunció como el tercer sencillo oficial del álbum, después de la canción «Wait».[cita requerida]
«Girls Like You» fue lanzada como una colaboración con la rapera Cardi B. Las versiones remix de la canción se lanzaron el 2 de agosto de 2018, con St. Vincent, Tokimonsta, Cray y WondaGurl.
«Girls Like You» es una canción pop y pop rock. Tiene una duración de tres minutos y 35 segundos en su versión original, mientras que la versión individual extendida es 20 segundos más larga. Fue escrita por Adam Levine, Cirkut, Cardi B, Starrah, Jason Evigan y Gian Stone y fue producida por Cirkut y Evigan.
La canción está escrita en clave de Do mayor con un ritmo de 125 latidos por minuto. Se mueve en un tiempo común, con voces de Levine que van desde G4 hasta A5.

## Video musical
El video musical fue dirigido por David Dobkin y fue lanzado el 31 de mayo de 2018 por la plataforma de Vevo. El video mismo realiza un homenaje a las mujeres a través de las 26 que fueron parte del video musical.

### Sinopsis
En el video musical aparece Adam Levine con un micrófono interpretando la canción mientras se encuentra en una base giratoria y la banda está en el fondo tocando sus instrumentos. Además, detrás de Levine, aparecen diversas mujeres bailando y haciendo playback (por orden de aparición): Camila Cabello, Phoebe Robinson, Aly Raisman, Sarah Silverman, Gal Gadot, Lilly Singh, Amani Al-Khatahtbeh, Trace Lysette, Tiffany Haddish, Angy Rivera, Franchesca Ramsey, Millie Bobby Brown, Ellen Degeneres, Cardi B, Jennifer Lopez, Chloe Kim, Alex Morgan, Mary J. Blige, Beanie Feldstein, Jackie Fielder, Danica Patrick, Ilhan Omar, Elizabeth Banks, Ashley Graham, Rita Ora y Behati Prinsloo, la esposa de Levine. Al finalizar, aparecen todas las mujeres de pie mirándose entre ellas sin la presencia de Levine y su esposa Behati, quien aparece como última junto a su hija Dusty Rose.
«Girls Like You» se posicionó en la lista global Canciones del verano por la plataforma YouTube y se posicionó en el número tres en los Estados Unidos. Hasta diciembre de 2018, el video de la canción contaba con más de 1.5 mil millones de vistas, logrando ser el video más visto del 2018.

## Posicionamiento en listas
| Lista (2018)                                   | Mejor posición |
| ---------------------------------------------- | -------------- |
| Argentina (Argentina Hot 100)                  | 36             |
| Argentina (Monitor Latino)                     | 1              |
| Argentina Anglo (Monitor Latino)               | 3              |
| Australia (ARIA)                               | 2              |
| Austria (Ö3 Austria Top 40)                    | 8              |
| Bélgica (Flandes) (Ultratop 50)                | 5              |
| Bélgica (Valonia) (Ultratop 50)                | 2              |
| Bolivia (Monitor Latino)                       | 5              |
| Brasil (Brasil Hot 100 Airplay)                | 1              |
| Canadá (Canadian Hot 100)                      | 1              |
| Colombia (National Report)                     | 149            |
| Croacia Airplay (HRT)                          | 1              |
| República Checa (Rádio Top 100)                | 2              |
| Dinamarca (Tracklisten)                        | 7              |
| El Salvador (Monitor Latino)                   | 10             |
| Unión Europea Europa Digital Songs (Billboard) | 1              |
| Finlandia (OFC)                                | 3              |
| Francia (SNEP)                                 | 1              |
| Alemania (Media Control AG)                    | 9              |
| Grecia Digital Songs (Billboard)               | 1              |
| Grecia International Digital (IFPI Greece)     | 1              |
| Hungría (Rádiós Top 40)                        | 2              |
| Hungría (Single Top 40)                        | 1              |
| Hungría (Stream Top 40)                        | 1              |
| Irlanda (IRMA)                                 | 1              |
| Israel (Media Forest)                          | 1              |
| Italia (FIMI)                                  | 1              |
| Japón (Japan Hot 100)                          | 55             |
| Japón Hot Overseas (Billboard)                 | 4              |
| Letonia (Latvijas Top 40)                      | 1              |
| Líbano (Lebanese Top 20)                       | 1              |
| Luxemburgo Digital Songs (Billboard)           | 3              |
| Malasia (RIM)                                  | 1              |
| México Ingles Airplay (Billboard)              | 1              |
| México Anglo (Monitor Latino)                  | 2              |
| Países Bajos (Dutch Top 40)                    | 20             |
| Países Bajos (Mega Single Top 100)             | 9              |
| Nueva Zelanda (Recorded Music NZ)              | 1              |
| Noruega (VG-lista)                             | 9              |
| Polonia (Polish Airplay Top 100)               | 3              |
| Corea del Sur International Digital (Gaon)     | 24             |
| España (PROMUSICAE)                            | 20             |
| España (Los40 España)                          | 1              |
| Suecia (Sverigetopplistan)                     | 14             |
| Suiza (Schweizer Hitparade)                    | 4              |
| Estados Unidos (Billboard Hot 100)             | 1              |
| Reino Unido (UK Singles Chart)                 | 1              |

!  Venezuela (Billboard Hot 100) Posición 1

## Certificaciones
| País   | Organismo certificador | Certificación    | Ventas certificadas | Ref.   |
| ------ | ---------------------- | ---------------- | ------------------- | ------ |
| México | AMPROFON               | 2× Platino + Oro | 150,000             | [ 51 ] |

## Premios y nominaciones
| Año  | Premiación               | Categoría                                | Resultado | Ref.   |
| ---- | ------------------------ | ---------------------------------------- | --------- | ------ |
| 2018 | MTV Video Music Awards   | Canción del Año                          | Nominado  | [ 52 ] |
| 2018 | NRJ Music Awards         | Vídeo del Año                            | Nominado  | [ 53 ] |
| 2018 | NRJ Music Awards         | Canción del Año                          | Ganador   | [ 53 ] |
| 2018 | Teen Choice Awards       | Mejor Canción del Verano                 | Nominado  | [ 54 ] |
| 2019 | ASCAP Pop Music Awards   | Reconocimiento especial                  | Ganador   | [ 55 ] |
| 2019 | Billboard Music Awards   | Top Canción Hot 100                      | Ganador   | [ 56 ] |
| 2019 | Billboard Music Awards   | Top Vídeo con más Streaming              | Nominado  | [ 56 ] |
| 2019 | Billboard Music Awards   | Top Colaboración                         | Ganador   | [ 56 ] |
| 2019 | Billboard Music Awards   | Top Canción más Radiada                  | Ganador   | [ 56 ] |
| 2019 | Billboard Music Awards   | Top Canción más Vendida                  | Ganador   | [ 56 ] |
| 2019 | Grammy Awards            | Mejor Interpretación de Pop de Dúo/Grupo | Nominado  | [ 57 ] |
| 2019 | iHeartRadio Music Awards | Mejor Colaboración                       | Nominado  | [ 58 ] |
| 2019 | iHeartRadio Music Awards | Canción del Año                          | Nominado  | [ 58 ] |
| 2019 | iHeartRadio Music Awards | Mejor Vídeo                              | Nominado  | [ 58 ] |
| 2019 | iHeartRadio Music Awards | Mejor Letra                              | Nominado  | [ 58 ] |